# Eivets Rednow
Albums de Eivets Rednow/Stevie Wonder
Someday at Christmas
(1967) For Once in My Life
(1968)
Singles
1. Alfie
Sortie : 27 août 1968

Eivets Rednow est un album instrumental easy listening de Stevie Wonder sorti en 1968 chez Gordy Records. 
Neuvième opus de l'artiste, il est créé à la suite du succès du single Alfie et produit par Henry Cosby.
Il s'agit du premier album de Wonder sur lequel il apparait en tant qu'auteur-compositeur seul sur certaines chansons.

## Conception
Depuis quelques années, Motown présente Wonder comme un artiste soul-pop à part entière. Sa reprise instrumentale à l'harmonica du titre Alfie, déjà un succès pour Dionne Warwick en 1967, incite le label à le diffuser sous un autre nom d'interprète (Eivets Rednow correspond à 'Stevie Wonder' épelé à l'envers) et sur un label distinct (Gordy Records est une filiale de Motown). 
Le succès relatif du single (66e position au Billboard) provoque la création de l'album qui sort en fin d'année 1968 et dont le titre correspond à l'interprète mentionné sur le single Alfie. L'album est centré sur l'harmonica et les morceaux, bien plus longs que les solos que l'on peut entendre dans ses titres précédents, montrent sa maitrise de l'instrument.
Le nom de Wonder n'apparait pas sur la pochette originale. Certaines rééditions voient apparaitre le texte 'How do you spell Stevie Wonder backwards' en petits caractères, certains fans n'ayant pas compris que ce nom dissimulait celui de Stevie Wonder.

### Personnel
- Stevie Wonder : harmonica, clavinet, claviers[6]
- Benny Benjamin (en) : batterie[7]
- James Jamerson : guitare basse[7]
- The Funk Brothers : instrumentation[7]

### Formats
Le vinyle 33 tours sort le 20 novembre 1968 sous la référence GS932. 
Il existe également une version cartouche audio.

## Liste des pistes
| 1. | Alfie                                           | Burt Bacharach, Hal David                                                 | 3:14 |
| 2. | More than a Dream                               | Henry Cosby, Stevie Wonder                                                | 3:48 |
| 3. | A House Is Not a Home (en)                      | Burt Bacharach, Hal David                                                 | 3:32 |
| 4. | How Can You Believe                             | Stevie Wonder                                                             | 3:04 |
| 5. | Medley : Never My Love (en)/Ask the Lonely (en) | Don Addrisi, Dick Addrisi, Ivy Jo Hunter (en), William "Mickey" Stevenson | 2:30 |

| Face B | Face B                    | Face B                          | Face B | Face B | Face B | Face B | Face B | Face B | Face B |
| No     | Titre                     | Auteur                          | Durée  |        |        |        |        |        |        |
| ------ | ------------------------- | ------------------------------- | ------ | ------ | ------ | ------ | ------ | ------ | ------ |
| 1.     | Ruby (en)                 | Mitchell Parish, Heinz Roemheld | 6:48   |        |        |        |        |        |        |
| 2.     | Which Way the Wind        | Stevie Wonder                   | 2:47   |        |        |        |        |        |        |
| 3.     | Bye Bye World             | Stevie Wonder                   | 3:21   |        |        |        |        |        |        |
| 4.     | Grazing in the Grass (en) | Philemon Hou                    | 2:57   |        |        |        |        |        |        |
| 31:53  |                           |                                 |        |        |        |        |        |        |        |

## Critique
William Ruhlmann de AllMusic : "Tout [dans l'album] vous convainc que Wonder est un bon harmoniciste, plus proche d'un Larry Adler que d'un Bob Dylan. Toutefois, il s'agit d'un album mineur dans le catalogue de Wonder."